# Laccobius striatulus
Laccobius striatulus är en skalbaggsart som först beskrevs av Fabricius 1801.  Laccobius striatulus ingår i släktet Laccobius, och familjen palpbaggar. Arten är reproducerande i Sverige.